# 发夹

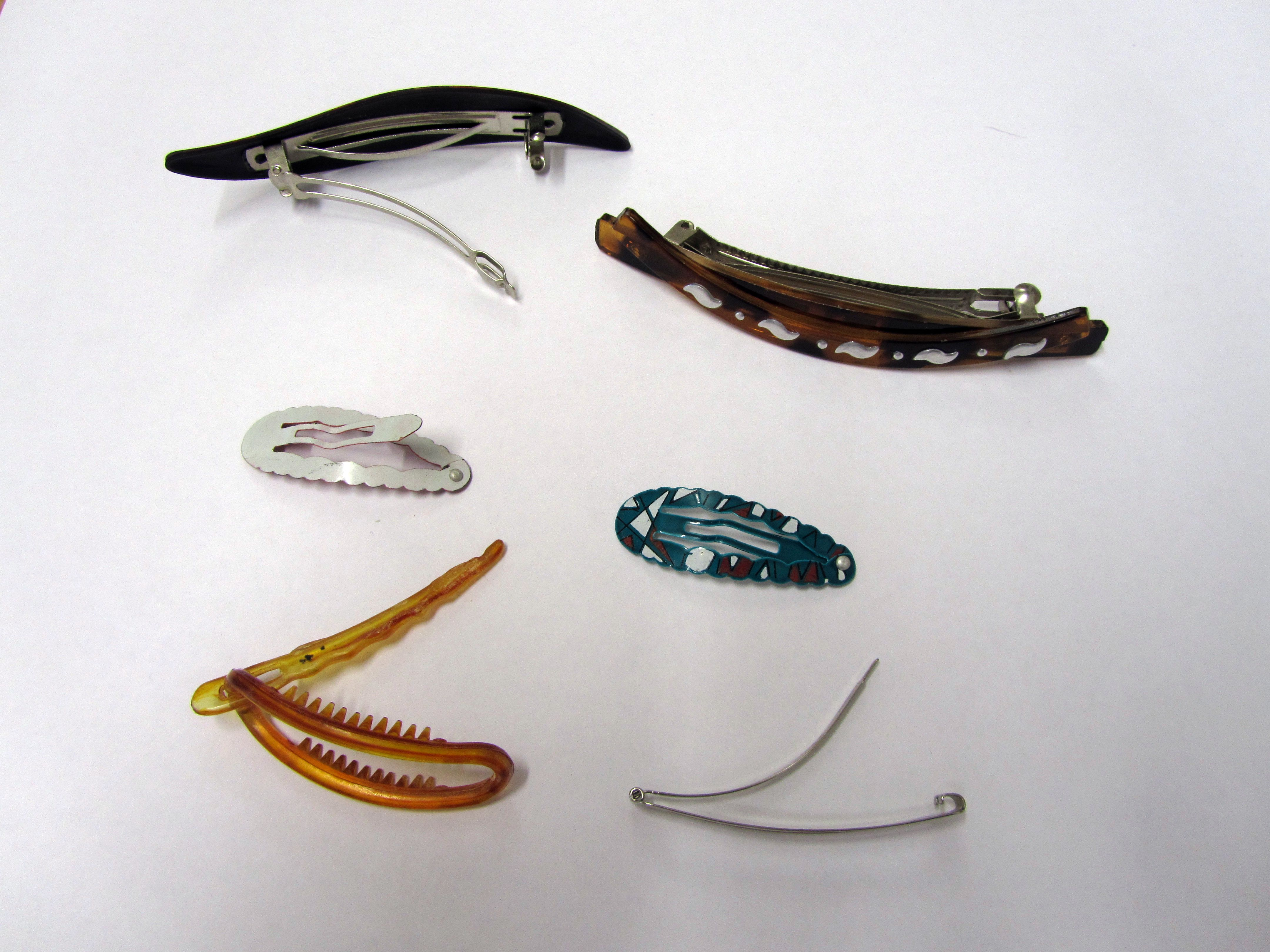
各式各样的发夹

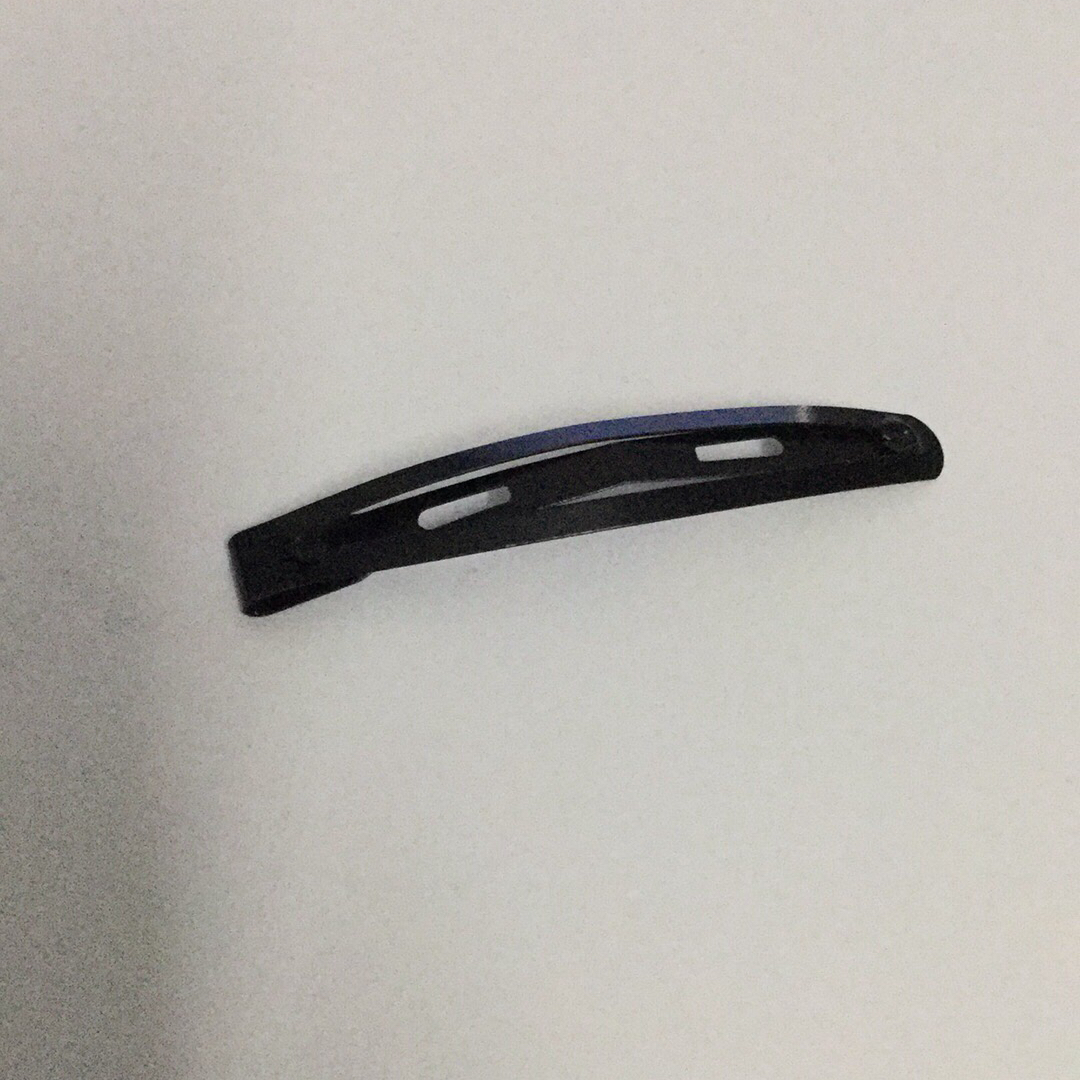
一条黑色BB夹

发夹是長髮人常使用的发饰品之一，是由一个扣针用来固定发型的装饰品。女士在使用发夹时通常是把小号的发夹夹在头发的前侧，大型的发夹夹在后侧。发夹的主要用途是为了固定髮線，避免女士的长头发遮挡视线或进入眼眶，其次也用来装饰头发。发夹经过近半个世纪的发展，市场上的发夹多彩多样，主要可以分为下列几种类型：
1. 针插式
2. 椭圆形按夹
3. 卡通夹
4. 韩式发夹
5. 皇冠式
6. 螺丝式

髮夾用料：金屬、塑料、貴金屬、鑽石、珍珠、寶石等。

## 图库

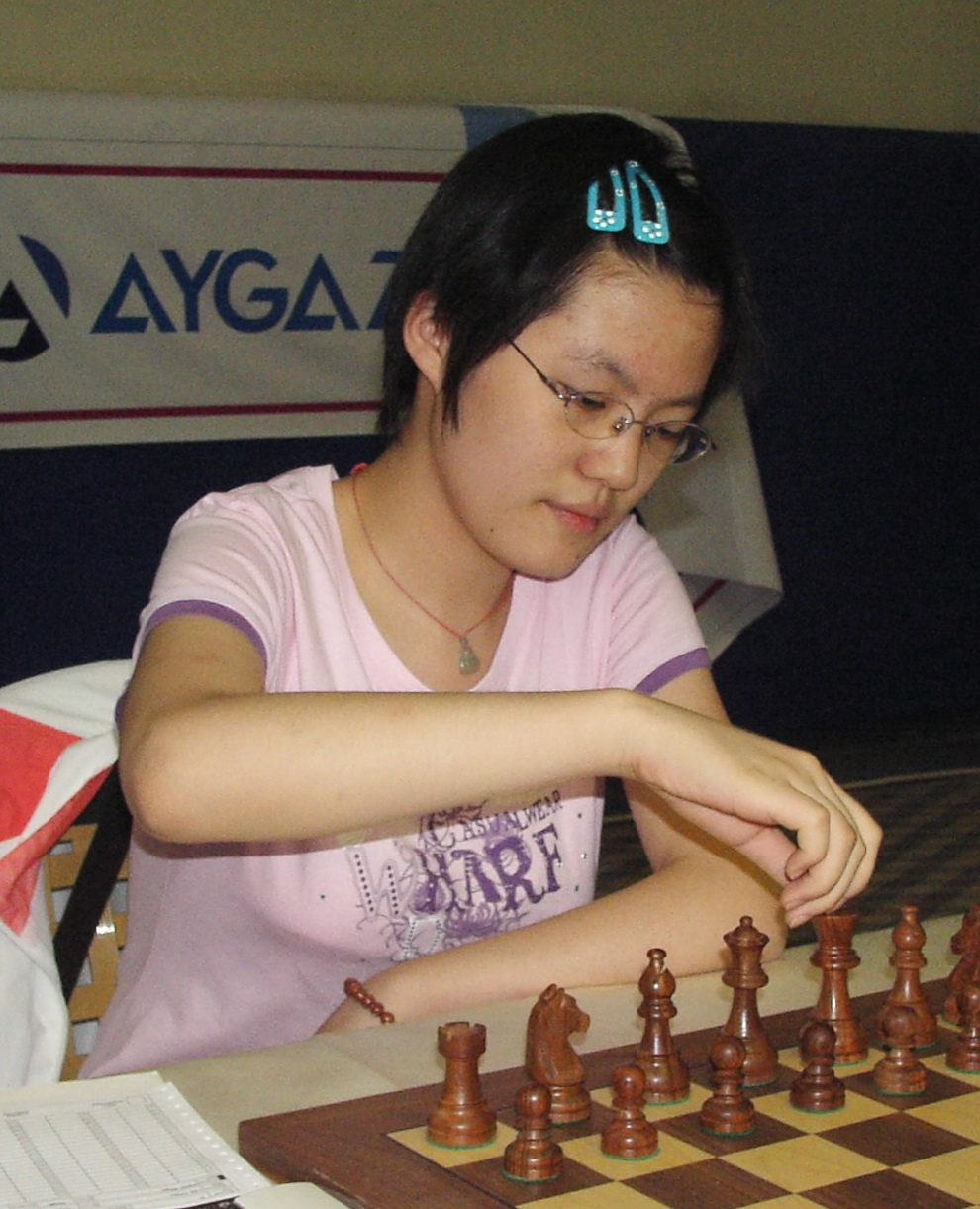
2008年的侯逸凡
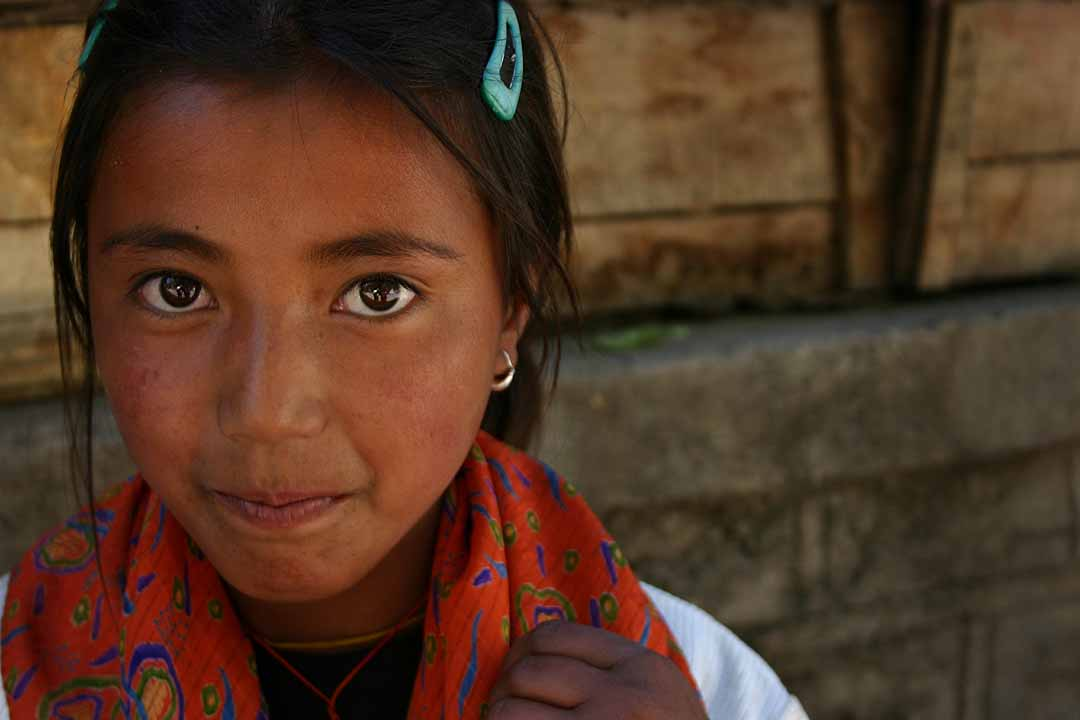
戴发夹的拉达克女孩
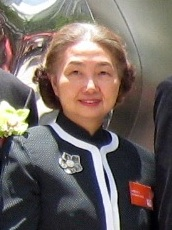
梁爱诗
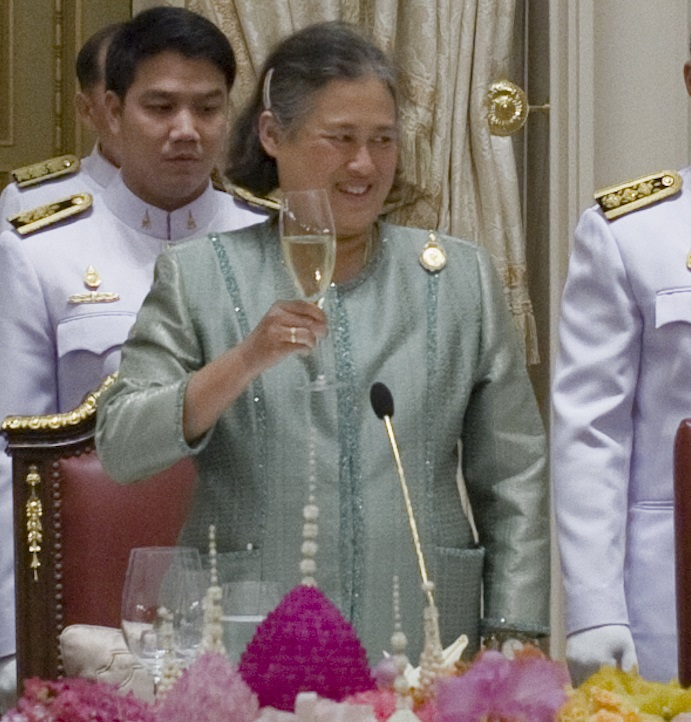
诗琳通公主